# Oreomeloe
Oreomeloe là một chi bọ cánh cứng trong họ Meloidae.
Chi này được miêu tả khoa học năm 1981 bởi Tan.

## Các loài
Chi này gồm các loài:
- Oreomeloe spinulus Tan, 1981